# Ceriscoides celebica
Ceriscoides celebica är en måreväxtart som beskrevs av Azmi. Ceriscoides celebica ingår i släktet Ceriscoides och familjen måreväxter.
Artens utbredningsområde är Sulawesi. Inga underarter finns listade i Catalogue of Life.